# Vaskoh
Vaskoh (Vaskóh, ejtsd /vaskó/, románul: Vașcău, helyi nevén Coh) város Romániában, Bihar megyében.

## Fekvése
A megye déli részén, Nagyváradtól 90 kilométerre délkeletre, a Bihar-hegység nyugati és a Béli-hegység keleti lábánál, a Fekete-Körös jobb partján, a Nagyvárad–Déva autóút mentén fekszik.

## Nevének eredete
Neve magyar eredetű, a vaskohó szó régies alakváltozata. Először 1552-ben Nagyhko, majd 1599-ben Krayova, 1600-ban Kralioua néven említették. Mai nevére az első adat 1692-ből való. Hagyományos román neve egyszerűen Cou volt, lakóit cohan-nak, a környéken készített ködmönt pedig cojoc cohănesc-nek hívták.

## Története
Vaskohászata a 16. században kezdődött. 1600-ban 23, 1713-ban kilenc, 1719-ben tizenhat, 1721-ben már 46 családdal írták össze. A vasérc bányászata a török hódoltság miatti kényszerű szünet után 1735-ben indult újra. 1733-ban már a nagyváradi görögkatolikus uradalmának székhelye volt, 1744-ben pedig a nagyváradi római katolikus püspökség is kialakította a saját, 28 faluból álló vaskohi uradalmát. A 18–20. században járásszékhely volt Bihar vármegyében.
1737-ben egy nagy és egy kis (vagy „oláh”) hámora működött, amelyek havonta átlagosan száz mázsa nyersvasat állítottak elő. A vasércet paraszti módszerekkel a püspökségi uradalomhoz tartozó falvak lakói termelték ki. Mindegyik falu hetente különböző, megszabott mennyiségű vasércet és szenet volt köteles beszolgáltatni. Nagyhámorát 1742-ben új helyen építették újra kőből. Az új hámor tizenhárom öl három láb hosszúságú és két öl három láb szélességű volt, a hozzátartozó három vízkerék közül kettő a kemencéket, egy a kalapácsot szolgálta. A püspökség 1757-ig Nagyváradra szállította az eladásra szánt vasat, akkor Nagyváradon, Belényesen, Bélben és Vaskohban raktárat hoztak létre. 1765–70-ben a szárazság miatt a vízkerekeket nem lehetett működtetni, így a vasgyártás szünetelt.
Bél Mátyás Bihar vármegyéről szóló munkájában ír vasgyártásáról. A püspökség által birtokolt kohók és hámorok a falu szélén működtek. A hámorokat a Bój-patak vize hajtotta meg, amelyeket egy csatorna kötött össze a Fekete-Körössel. A mesterek németek és csehek, az egyszerű munkások románok voltak. A beköltöző katolikus munkások számára 1742-ben plébániát szerveztek. Vaskoh 1745-től kezdve ortodox esperesi székhely volt.
1799-ben negyven jobbágyot és 25 zsellért írtak össze Vaskohról, míg 1817-ben 81 házat és bennük 31 robotos, hét árendás, nyolc konvenciós és három szolgálat alól felmentett jobbágyot, nyolc robotos, öt árendás, tizenkét konvenciós és hét szolgálat alól felmentett zsellért. A vaskohi munkások Bruderladéjára (önsegélyező pénztárára) vonatkozó legkorábbi adat 1819-ből való. Vasgyártásán kívül a Sebes-Körös medrében folytatott aranymosás is jelentős volt.
Vaskohtól különálló település volt  Barest (1910–11-ben Körösbarafalva), a mai Mihai Viteazul utca. 1799-ben 23 jobbágy- és három zsellércsalád lakta, 1802-ben három vasgyártó műhely működött benne. Baresten minden portán folytattak valamilyen kézműves tevékenységet, kovácsain kívül főként szűcsei vívtak ki széles körű hírnevet az általuk készített rövid, ujjatlan, színesen hímzett ködmönökről, amelyeken a piros szín dominált. A baresti ortodox románok közösen építettek templomot a vaskohiakkal, és máig hagyományosan a templomhajó bal oldalát foglalják el. Barestet 1912-ben csatolták Vaskoh-hoz. Ugyancsak önálló falut képezett egykor Boj, a mai Boiului utca, amelynek egy 1500-as irat Batko vagy Bateko nevű papjáról emlékezett meg.
1828-ban 699 fő, 1842-ben 308 ortodox és 198 római katolikus lakta. A vashámorok 1839-ben 1500 mázsa vasat dolgoztak föl, 1860 körül évi 2550 mázsa rúd- és abroncsvasat állítottak elő. Ebből a lakosok kaszát, kapát, patkót, kést és villát készítettek, és azokat a vásárokban adták el. 1848-ban Kaisler Antal százados vezetésével nemzetőrsége alakult, 1849 áprilisában ők védték a Kristyori-szorost a román fölkelők ellen. 1862-ben új olvasztókemencét állítottak föl. Később vasipara erősen megsínylette az 1873-as gazdasági válságot. 1884 után egy tűzvész miatt hosszú időre leállt a termelés, sok munkás elköltözött. Az öntőkemence 1900-ban 4,5 méter magas, 14,6 méter × 18,85 méteres, zsindellyel fedett kőépítmény volt. A 34,9 × 10 méteres kovácsműhely ugyancsak kőből épült és három helyiségből állt. A vasgyártás az 1900-as években szűnt meg végleg Vaskohban.
A 19. század második felében a dél-bihari régió egyik kézművesközpontjává vált, sok magyar iparos is beköltözött. Szombatonként heti-, kéthavonta pedig országos vásárt tartott. 1857-ben hat bolt működött benne. 1885-ben nyílt meg első gyógyszertára. 1887-ben adták át vasútját. Az 1871-ben szerveződött iparosegylet 1905–07-ben felépítette az iparosok házát, és tagjai számára takarékszövetkezetet is alapított. Egy 1884-ben megjelent vélemény szerint „Vaskóh kellemes benyomást tesz az utazóra: majdnem kivétel nélkül zsindelyes házai széles utczát hagyván maguk között, füzér gyanánt huzódnak végig szeliden a hegy tövén”.
1880-ban kezdődött meg környékén a márvány és a gránit bányászata. Az első bányamunkások Monyászáról és Borossebesről érkeztek. 1903–05-ben villamos üzem létesült, főként a márványbányászat számára. A bányák 1917-ben csődbe mentek, de az első világháború után újrakezdődött a termelés. 1975-ben kilenc márványbánya és két üzemcsarnok tartozott a vaskohi márványbányászati vállalathoz, amely 273 főt foglalkoztatott. Vaskohi márvány borítja többek közt a nagyváradi római katolikus székesegyház belső falait, és vaskohi márványból készültek a budapesti Országház főlépcsőházának pillérei.
1919 és 1923 között magyar nyelvű római katolikus iskola működött benne, de a földreform elvette az egyházközség földjeit, így nem volt képes tovább fenntartani iskoláját. Az 1912-ben bevezetett közvilágítást 1919-ben villanylámpákkal szerelték fel. 1921-ben Alexandru Coroi kereskedő házában mozi nyílt. 1938 és 1953 között Crăița néven cipőgyára működött, kezdetben húsz, végül már kétszázötven munkással. 1952-ben napi 1100–1200 pár cipőt állított elő. 1949-ben lakosságának 40%-a volt kézműves, 18%-a ipari munkás, 10%-a hivatalnok, 5%-a paraszt és 27%-a egyéb foglalkozású. 1956-ban kapott városi címet. Az 1963/64-es tanév óta líceum működik a településen.
1900-ban 753 lakosából 488 volt román és 256 magyar anyanyelvű; 483 ortodox, 170 római katolikus, 45 zsidó, 35 református és 14 görögkatolikus vallású.
2002-ben 1746 lakosából 1704 volt román, 20 cigány és 15 magyar nemzetiségű; 1683 ortodox, 26 római katolikus és 16 pünkösdista vallású.

## Nevezetességek
- A Bój-patak bővizű forrása (Bél Mátyás-forrás) a várostól 500 méterre délre tör elő a márványból felépülő hegy oldalában. A forrás tulajdonképpen úgynevezett vízkelet, tehát vize korábban már járt a felszínen, és búvópatakként egy szakaszt a föld alatt tett meg. Az itt előtörő víz Vaskohszohodol falunál, a Jókai-víznyelőbarlang-ban mondott egy időre búcsút a napvilágnak. A patak egész évben állandó hőmérsékletű, télen sem fagy be. Róla kapta a nevét az 1600-ban említett Boj bányászfalu, amely később beolvadt Vaskohba. Régen hámorokat és vízimalmokat hajtott, 1937-ben pisztrángtenyészetet hoztak létre rajta.
- Ortodox temploma 1716-ban épült, 1880-ban jelentősen átépítették.
- Római katolikus temploma 1744-ben épült, középkori temploma helyén. Ugyanott működött 1737 és 1742 között a nagy hámor. Oltára és oszlopai kimpi és kollesti márványból készültek. Napjainkban a görögkatolikusok is ezt használják.
- Nicolae Bocu néprajzi gyűjteménye.

## Híres emberek
- Itt született 1929-ben Alexandru Andrițoiu költő.
- Itt született 1932-ben Marius Sala nyelvész.

## Képek

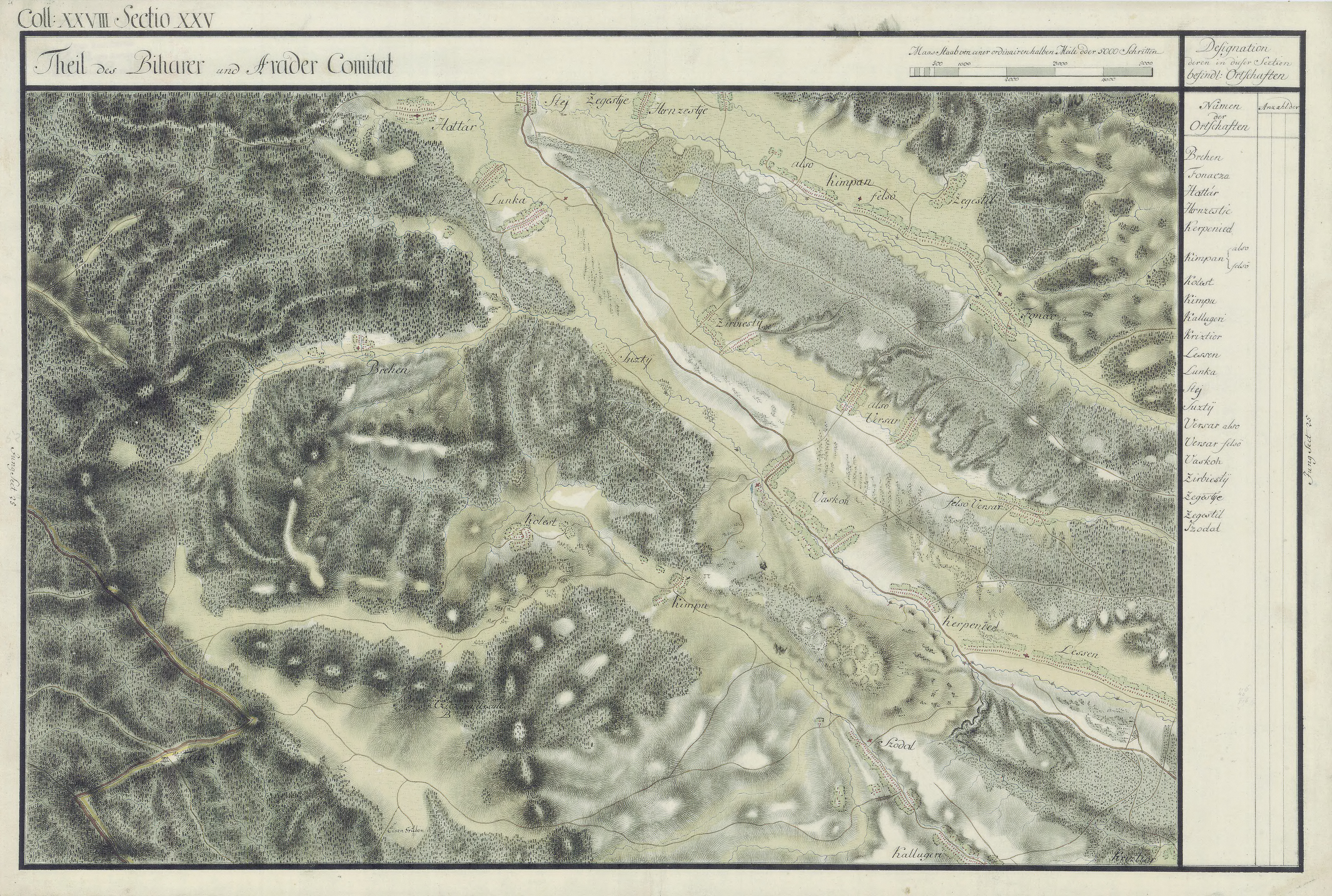
Vaskoh környéke 1782–85-ben
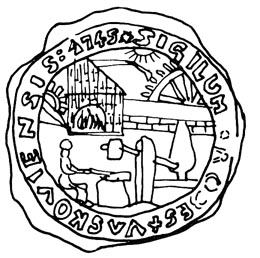
A vaskohi járás hámort ábrázoló pecsétje 1745-ből
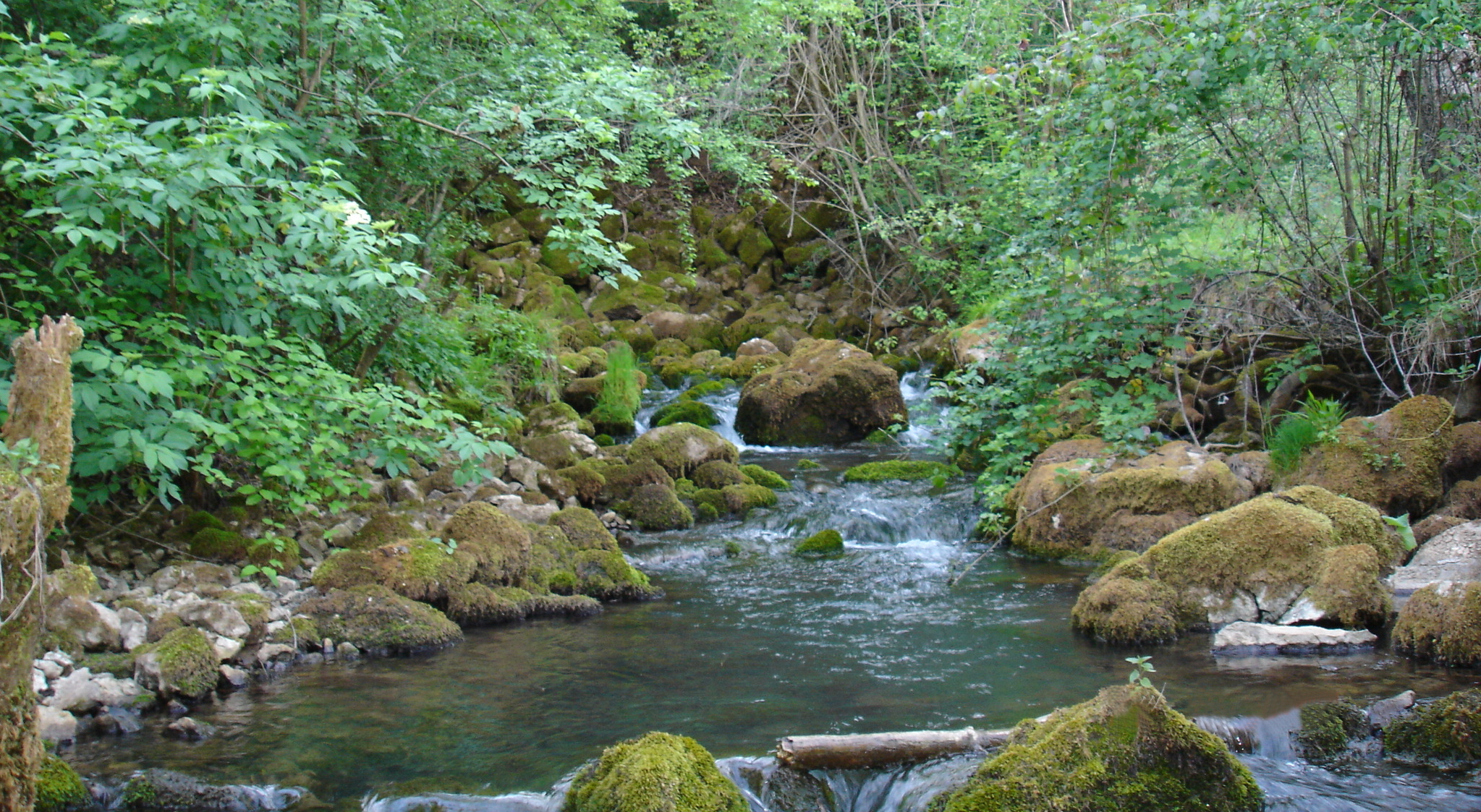
A Bój-patak